# 10e méridien ouest
En géographie, le 10e méridien ouest est le méridien joignant les points de la surface de la Terre dont la longitude est égale à 10° ouest.

## Géographie

### Dimensions
Comme tous les autres méridiens, la longueur du 10e méridien correspond à une demi-circonférence terrestre, soit 20 003,932 km. Au niveau de l'équateur, il est distant du méridien de Greenwich de 1 113 km,.
Avec le 170e méridien est, il forme un grand cercle passant par les pôles géographiques terrestres.

### Régions traversées
En commençant par le pôle Nord et descendant vers le sud au pôle Sud, Le 10e méridien ouest passe par:
| Coordonnées          | Pays, territoire ou mer                      | Notes                                                          |
| -------------------- | -------------------------------------------- | -------------------------------------------------------------- |
| 90° 00′ N, 10° 00′ O | Océan Arctique                               |                                                                |
| 82° 12′ N, 10° 00′ O | Océan Atlantique                             |                                                                |
| 54° 19′ N, 10° 00′ O | Irlande                                      | Péninsule de Mullet, Île d'Achill, Île de Clare et Connemara   |
| 53° 23′ N, 10° 00′ O | Océan Atlantique                             |                                                                |
| 52° 15′ N, 10° 00′ O | Irlande                                      | Péninsule de Dingle, Péninsule d'Iveragh et Péninsule de Beara |
| 51° 37′ N, 10° 00′ O | Océan Atlantique                             |                                                                |
| 29° 39′ N, 10° 00′ O | Maroc                                        |                                                                |
| 27° 40′ N, 10° 00′ O | Sahara Occidental                            | revendiqué par le Maroc                                        |
| 26° 00′ N, 10° 00′ O | Mauritanie                                   |                                                                |
| 15° 21′ N, 10° 00′ O | Mali                                         |                                                                |
| 12° 07′ N, 10° 00′ O | Guinée                                       |                                                                |
| 8° 26′ N, 10° 00′ O  | Liberia                                      |                                                                |
| 5° 49′ N, 10° 00′ O  | Océan Atlantique                             |                                                                |
| 40° 18′ S, 10° 00′ O | Sainte-Hélène, Ascension et Tristan da Cunha | Île Gough                                                      |
| 40° 19′ S, 10° 00′ O | Océan Atlantique                             |                                                                |
| 60° 00′ S, 10° 00′ O | Océan Austral                                |                                                                |
| 70° 50′ S, 10° 00′ O | Antarctique                                  | Terre de la Reine-Maud, revendiquée par la Norvège             |